# 携帯情報端末

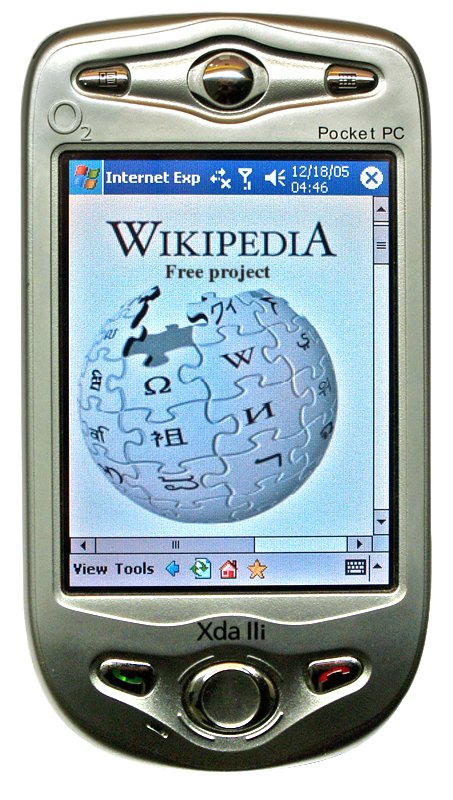
携帯情報端末 (PDA)

携帯情報端末（けいたいじょうほうたんまつ、個人情報端末）は、スケジュール、ToDo、住所録、メモなどの情報を携帯して扱うための小型機器。パーソナルデジタルアシスタント personal digital assistant（personal data assistant と表現されることもある）を略してPDAと一般に呼ばれることが多い。PDAは、Apple Newtonの開発を推進した1990年代初頭のApple ComputerCEOだったジョン・スカリーによる造語である。

## 概要
ノートパソコンと比べると機能は限定されているが、手のひらサイズ（B5ファイルサイズ程度のサブノートパソコン並に大きいものもあった）のため持ち歩きしやすく、当時のノートパソコンに比べソフトウェアの動作も軽快で電池の持続時間も長いなどの特徴があった。サイズや機能は電子手帳と似ているが、PDAはソフトウェアのインストールやカスタマイズが可能で、電子手帳よりも自由な利用が可能となっている。
予定表やアドレス帳の表示などは非常に高速であった。ただこれは予定表の確認やアドレス帳の表示などがソフトウェア的に高速化されているだけで、PCで行うような複雑な演算処理や3D映像の描画などは必ずしも考慮されていなかった。だが、後年になるとグラフィック・アクセラレータを実装したMID（英: mobile Internet device）向けSoCを搭載し、再生時に複雑な演算処理とグラフィック性能を必要とする高画質な動画ファイルも再生できるようになった。
スマートフォンという概念はこれと並行して1996年頃から存在している。これはPDAに電話としての音声通話機能などを付加したもの、または携帯電話・PHS端末が高機能化してPDA寄りになったものである。2007年のiPhoneと2008年のAndroidの登場はスマートフォンを再定義し、以後急速にPDAや従来型の携帯電話を置き換えるまでに普及した。また同時期にはiPod touchなど実行ファイルの動作環境をそなえたデジタルメディアプレーヤーも登場し、その延長線上に2010年のiPadの登場とともに急速に市場を拡大させたやや大型の画面を備えるタブレット端末が存在する。これら機器ではクラウドコンピューティングの発達もあって従来のPDAに収まらない様々な利便性が提供され、ユーザーにも受け入れられるようになった。こうした流れの中で従来型のPDAは、メディアプレーヤやタブレット端末およびスマートフォンの市場に吸収された形となっている。但し、Raspberry Piなどのシングルボードコンピュータでサードパーティーの筐体を買えば、様々な種類のPDAとして扱えるようにはなる。
なお日本では、1999年11月から自動車・オートバイを運転しながらのPDA等の画面の注視が法律で禁止されたが、手に保持しないハンズフリー設置をした物については、単純な注視は2004年11月以降の法改正後も依然罰則対象にはなっていない（第120条第1項第11号）。しかし、PDA等の画面の注視により交通の危険を生じさせた場合は罰則対象となっている。

## 歴史

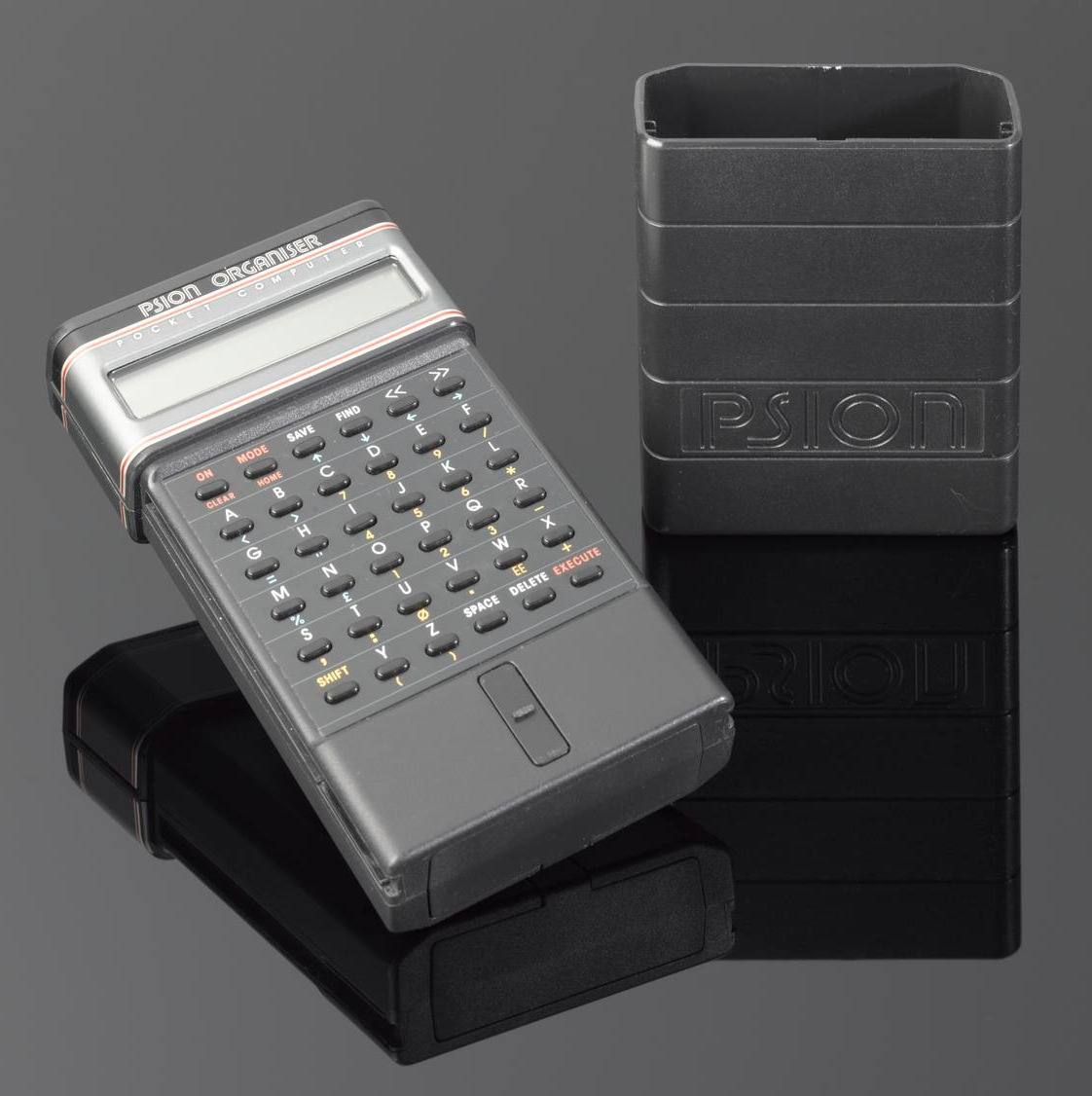
Psion Organiser I

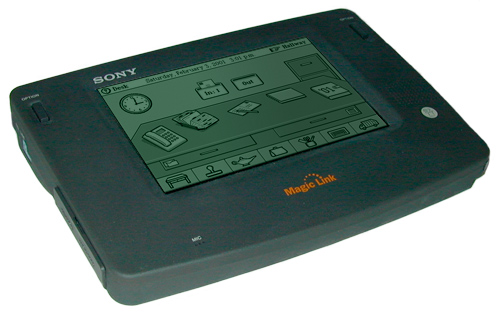
Sony Magic Link PIC-1000

世界初と言われるPDAは、1984年に発売されたPSIONのOrganizerである。1991年、PSIONは後継機のPsion's Series 3を発売した。これはフル・キーボードを備え、より一般的となるPDAのデザインに近いものとなっている。1992年には、Apple Newton MessagePadが発表され、PDAという言葉はこの機器のために造られた。1994年、IBMは携帯電話の機能を備えたPDAであるIBM Simonを発売した。これをもって最初のスマートフォンということもできる。同年、SonyはGeneral Magicと共同開発したPersonal Intelligent Communicator, Magic Linkを発売した。1996年、ノキアも同様に携帯電話機能を備えたPDAである9000 Communicatorを発売した。これは、世界で最も売れたPDAとなった。1996年には、もう一つ後に有名なPDAブランドPalmとなる、USロボティクスからPalm Pilotが発売された。2000年代のPDAは、静止画閲覧､ネットアクセス、動画再生など多くの機能を実装したマルチメディア端末となった。

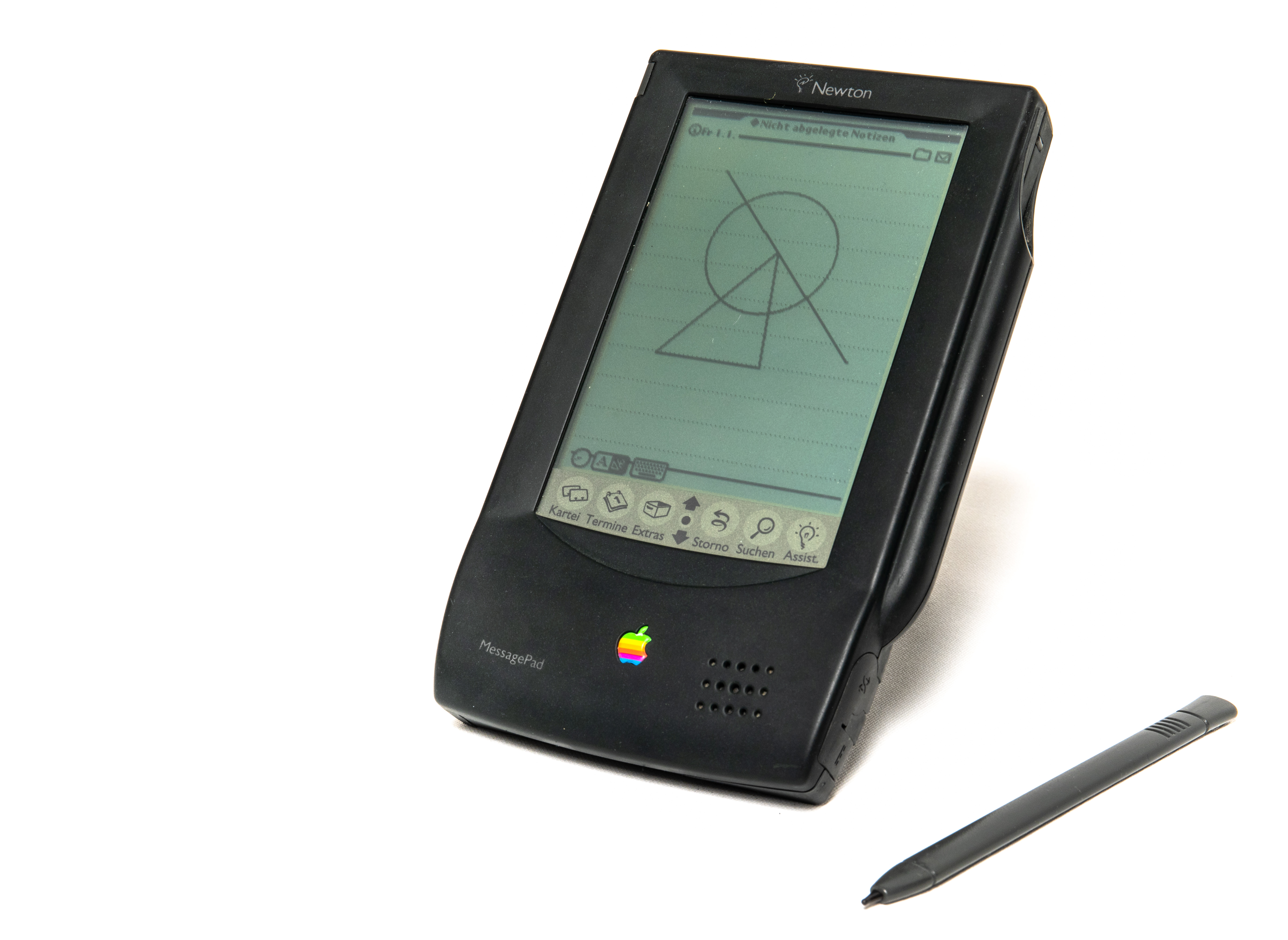
Apple Newton MessagePad

2007年に、PDA・携帯電話・音楽プレイヤー等々を統合した初代iPhoneが登場。2010年代以降のPDAは、タブレット端末およびスマートフォンなどの携帯デバイスに発展的解消した形となっている。
日本では、シャープが手書き・ペン操作可能なザウルスを発売し、一時日本のPDA市場を席巻したが、そもそもの市場規模が小さいものに留まった。また、パイオニアも1996年に全画面液晶表示の携帯電話端末DP-211、翌年にDP-211SWを発売している。メモ・スケジュール・ゲーム・メールなどを扱う、日本の元祖PDA・スマートフォンともいえる端末であったが、日本は各社がよりコンパクトかつ使い易い“普通の”携帯電話端末の開発を進め、ユーザーもまたそれを求めた。つまり「全画面液晶、タッチパネル操作による情報端末」に対する技術と市場がまだ熟成していなかったために他社で追随するものは現れず、パイオニアもこの市場ニーズに合わせる形となり、機能を高めていったDP-212、J-PE01、J-PE02のあとの同社製後継機であるJ-PE03（2000年）は当時の一般的な携帯電話端末の形式に高機能を押し込んだ。J-PE03のマイナーチェンジ版であるJ-PE03IIをもって、パイオニアは携帯電話端末・PDAから撤退した。
2000年代の日本で大衆的に普及したのは多機能携帯電話（フィーチャーフォン）の方であり、これらはPDA並の多機能に加えカメラ機能も有し、幅広く使われていた。しかしスマートフォンが登場すると一気に淘汰された。

## 古典的PDAの特徴
メーカーにより大小に違いがあるがおおむね手のひらサイズで、液晶画面で情報を表示する点はスマートフォンと変わらない。モノクロ・カラーがあるが、後期の端末はほとんどがカラー液晶を採用していた。
ハードウェアキーボードの存在が多かった。タッチタイピングは考慮されていない機種が多く、指先やペン先で注意しながらキーを押す作業が求められる。内蔵型は文章入力の利便性が高いが、その分機器が大きくなり、携帯性に劣る。キーボード非搭載型はタッチパネルを兼ねた画面上で、タッチペン（スタイラス）で画面上をなぞる事により操作や文字の入力を行うものが多かった（キーボード搭載型でも同様の入力方式を併用する機器が多い）。キーボードがない分コンパクトだが、文章入力には時間がかかる。スマートフォン時代に日本語入力の主流となったフリック入力はもともとApple Newton用に考案されていた。
電源は主に内蔵バッテリーを使用するものが多いが、Newton MesagePadや旧世代のPalm Handheldsなどのように乾電池を使用する機器も存在した。持続時間は機器により差があり、3時間から25時間程度。高機能のものほど持続時間は短い。
多くのPDAはパソコンとのデータ連携機能を持つ。シリアル接続、IrDA接続、USB接続によりパソコンと接続し、あらかじめインストールされた専用アプリケーションと同期することができた。これにより入力したデータやアプリケーションの転送、更新、バックアップ等がおこなえる。PDA同士の通信も可能。
古くはアナログモデムでDUN接続によりインターネットへ接続するものも存在した。後にWi-Fi・無線LANに移行したが、2000年代当時の日本では無線LANスポットが少なく、モバイル回線で携帯電話IP接続サービスが利用できたフィーチャーフォンに対して普及や開発が鈍くなる一因となった。
PDAもスマートフォン同様にハードウェアのスペックよりもOSの性能が重要で、PDAから進化したブラックベリーOSやGarnet OSがPDAからスマートフォンへの進化に影響を与えた。

## 主な機能
- Personal Information Management - 個人情報管理機能
  - スケジュール（予定）管理
  - ToDo（予約）管理
  - 住所録
- メモ
  - 文章作成（入力機器によっては、長い文章の作成は難しい傾向がある）
  - 手書きメモ（走り書きや図表を作ることができる。発展様式としてはモバ絵など）
- 電子辞書
- 電卓
- カメラ
- ゲーム
- マルチメディア
  - MP3などの演奏
  - 静止画、動画の閲覧
- インターネットへの接続
  - Webの閲覧
  - 電子メールの送受信
- GPS（車やバイクに固定したり持ち歩いたりする際、カーナビのように使う人もいる）

## PDAの種類
- 初期のPDA

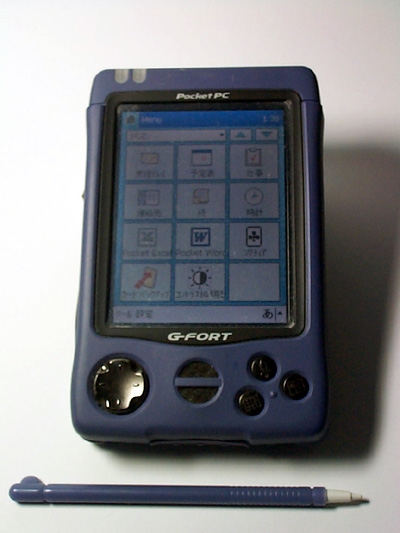
ドコモ向けOEM商品PDA、G-FORT

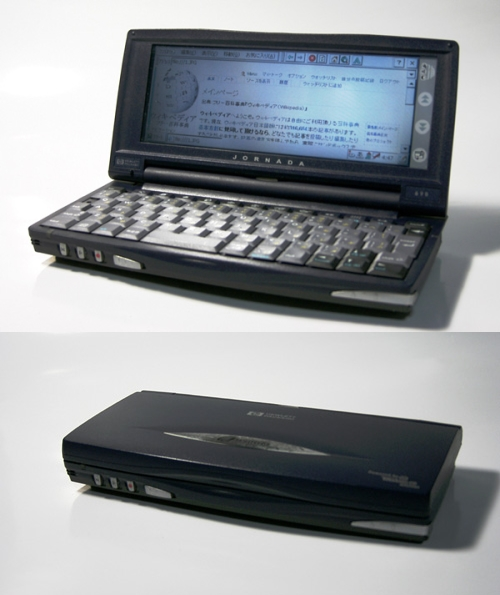
Jornada690 Handheld PC

  - EOPenPoint OS (GO.corp) - 先見性はあったが周辺技術が未熟で成功しなかった。
  - PalmTop PTC-550(168,000円)[7]など（ソニー）
  - Newton MessagePad （Apple Computer）
  - Magic Link（ソニー） - OSにMagic Capを採用し、Personal Intelligent Communicatorと呼んでいた携帯情報端末。先見性はあったが周辺技術が未熟で成功せず、2世代発売後に撤退。
  - HP200LX（旧ヒューレット・パッカード）
  - AIノート（キヤノン）
  - Possible（日立製作所）
  - Rupo XTEND（東芝）
  - Refalo （京セラ） - システム手帳一体型。OSにMS-DOSを採用している。Lotus 1-2-3プリインストールモデルもあった。
  - Massif（オムロン）
  - ハイパー電子マネージメント手帳 PV-F1（シャープ） - Zaurusの前身。
  - HANDY98 （NEC） - メーカーではハンディパソコンと銘打っているが、互換性の高かった98ノートとは異なりPC-9800シリーズとの互換性は低く（だいたいPC-98LTと互換）、むしろPDAに近い。
  - 情報ペン （カシオ計算機）
  - Brain Pad TiPO （セイコーインスツル）
  - Zaurusシリーズ （シャープ）
- Palmデバイス
  - pilot （3com） - Palmの前身
  - Palm（Palm）/Tungsten（同）/LifeDrive（同）
  - CLIEシリーズ （ソニー）
  - Visorシリーズ （Handspring）
  - WorkPadシリーズ（IBM）/WorkPad 31J （IBM、PHS回線データ通信機能内蔵、NTTドコモ・アステル）

- Handheld PC
  - モバイルギア （NEC）
  - シグマリオン （NTTドコモ）
  - HP320LX/HP620LX/Jornada （旧ヒューレット・パッカード）
  - コンパック Cシリーズ （コンパック）
  - カシオペア(CASSIOPEIA) （カシオ計算機）
  - PERSONA （日立製作所）
  - Telios （シャープ）
  - INTERTOP CX （富士通）
  - PocketPostPet （NTTドコモ）

- Pocket PC
  - カシオペア(CASSIOPEIA) （カシオ計算機）
  - iPAQ （旧コンパック・現ヒューレット・パッカード）
  - jornada （旧ヒューレット・パッカード）
  - GENIO e （東芝）
  - ポケットギア （NEC）
  - Pocket@i （NECインフロンティア）
  - Pocket LOOX （富士通）
  - GFORT(カシオ製) （NTTドコモ）
  - muséa(カシオ製) （NTTドコモ）
  - PC-EPHONE（サイバーバンク）
  - Axim （デル）
  - Mio DigiWalker （マイタック）
  - EM・ONE （シャープ・イー・モバイル・マイクロソフト）
  - WILLCOM NS （東芝・ウィルコム）
  - MyPal（ASUS）日本では未発売。

- その他のPDA
  - PSION （英PSION Computers）
  - NetWalker（シャープ）
  - OASYS Pocketシリーズ（富士通）- 日本語ワードプロセッサOASYSの小型版だが、住所録用の独立ボタンなどPersonal Information Managerを意識しており、PDAの一種と位置づけることができる。モデムカードを使ってパソコン通信端末にすることができた。
  - INTERTOP （富士通）
  - 文豪アルデータ （NEC）
  - Locatio （セイコーエプソン・旧DDIポケット） - GPS搭載。初期モデルにはPHSも搭載（着脱式）。
  - DataScope （京セラ・旧DDIポケット・NTTドコモ）
  - GENIO （東芝・旧DDIポケット）
  - Dialo （東芝・NTTドコモ） - 携帯電話一体型。
  - モエムD （三菱電機・NTTドコモ） - 携帯電話一体型。
  - Message@ware exire （NEC・NTTドコモ）
  - ChipCard （IBM） - PCカード型。
  - CALEID/mobile unit/snap palette （カシオ計算機）